# Louvrange
Louvrange est un hameau de la commune belge de Chaumont-Gistoux en province du Brabant wallon.

## Géographie
Le hameau est à une distance de trois kilomètres au sud-est de Wavre, à 1 450 mètres ouest de l'église de Dion-Valmont et à quatre kilomètres nord-ouest de l'église de Corroy-le-Grand.
Il est situé à l'ouest de la commune dans une vallée composée de prairies et de champs et traversé par le ruisseau de Louvrange.

## Histoire
Le hameau est connu sous le nom de Lovrenges en 1215 puis, de Lourrange jusqu'à la fin du XIXe siècle et de Louvrenge en l'an XIII. La seigneurie de Louvrange a existé jusqu'au milieu du XVIIe siècle avant de passer sous le contrôle des comtes de Dion. Le hameau comprend des fermes situées sur les communes de Wavre, de Dion-Valmont et de Corroy-le-Grand et n'est pas considéré comme un village,.
Il appartient, à partir de 1772, à la commune de Dion-le-Mont jusqu'à la fusion de 1977 donnant naissance à la commune de Chaumont-Gistoux. 
La chapelle Notre-Dame-de-Louvrange a disparu, la statue de Notre-Dame, surnommée la Sainte-Broche, est présente dans un mur de la ferme Lebrun.

## Monuments
La ferme de Louvrange ou ferme Lebrun, datant du milieu du XVIIIe siècle, et la ferme de Villers ou ferme de la Converterie, datant du XVIIe siècle qui était une possession du monastère de Villers,, sont classées à l'inventaire du patrimoine immobilier culturel de la Wallonie.